# Dhamdha
Dhamdha è una suddivisione dell'India, classificata come nagar panchayat, di 8.574 abitanti, situata nel distretto di Durg, nello stato federato del Chhattisgarh. In base al numero di abitanti la città rientra nella classe V (da 5.000 a 9.999 persone).

## Geografia fisica
La città è situata a 21° 26' 60 N e 81° 19' 0 E e ha un'altitudine di 279 m s.l.m..

## Società

### Evoluzione demografica
Al censimento del 2001 la popolazione di Dhamdha assommava a 8.574 persone, delle quali 4.298 maschi e 4.276 femmine. I bambini di età inferiore o uguale ai sei anni assommavano a 1.300, dei quali 645 maschi e 655 femmine. Infine, coloro che erano in grado di saper almeno leggere e scrivere erano 5.282, dei quali 3.103 maschi e 2.179 femmine.